# Mercedes-Benz O 303
El autocar Mercedes-Benz O 303 aparece en 1974 y se agrega a la oferta de la marca como producto innovador. El O 302 se construyó en Alemania, Biamax en Grecia (incluida la versión con la carrocería del O 303), Yugoslavia y Turquía. El O 302 construido por Mercedes Benz Brasil para algunos países de Sudamérica llevaría la nomenclatura O 364, incorporando ventanilla abatible. Resulta peculiar el dispar éxito comercial del O 303 en Latinoamérica, pues mientras en algunos países como Chile, al igual que su antecesor el O 302 fue el favorito de las empresas interurbanas en Argentina, ni siquiera se conoció. Se fabricaron también unidades carrozables que fueron construidas en distintos modelos por Setra, Neoplan, Vetter, Irizar, Biamax y Ottomarsen. IAZ lo construyó hasta la década de 2000. Una variación especial del modelo la constituye el O 303 Europa. En próximas entregas el O 303 se transformaría en el O 404 incluyendo grandes innovaciones.
El modelo O 303 carrozado por Mercedes-Benz reemplazó a la serie O 302 y se fabricó en la planta de Mannheim (Alemania) entre 1974 y 1991. Fue un tremendo éxito de ventas, superando las 33.000 unidades (en sus distintas versiones fabricadas) vendidas en todo el mundo. Con un diseño de vanguardia y una calidad excepcional, marcaron una época en el transporte de pasajeros, quedando aún algunas unidades operativas en el mundo.

## Historia
Se trató desde un comienzo de un nuevo concepto de autobús en cuanto a seguridad y diseño.
Destacan los frenos con un sistema de tambor muy avanzado en los primeros, luego el ABS siendo el primer autobús en utilizarlo y motores en V (V6, V8, V10) que otorgaban una potencia mayor en ese entonces, 192-256 hp en las primeras versiones, superando las prestaciones de los motores de seis cilindros en línea, lo cual permitía aumentar la velocidad de crucero y mejorar la recuperación de velocidad en carretera. En las versiones no urbanas hasta: 123 k/h en el modelo original V8 de 12 litros, 142 km/h en el V8 de 14 litros sin turbo (1980), 156 km/h en el V10 (1978).
Esta última característica, velocidad, constituyó durante la primera década un elemento importantísimo en su concepción, pues exigía una mejora sustancial de los parámetros de seguridad (este modelo permitía acortar el tiempo de viaje en tramos carreteros de última generación). Ello llevó a reforzar las estructuras de la carrocería, mejorar la estabilidad y la conducción, y a replantear la ubicación de las estructuras en el habitáculo.
Como concepto, revolucionó el transporte de pasajeros ofreciendo altos estándares de comodidad y seguridad. Estableció al mismo tiempo la pauta en la evolución del diseño de autobuses. Como dato anecdótico, algunas unidades de O 303 fueron compradas por Ferrocarriles de Japón, Hino y Mitsubishi, y desarmadas para estudiarlas. Algunas unidades funcionaron en Japón para el bus de alta velocidad que debía tener una gran aceleración y una velocidad de crucero de 140 km/h. Actualmente se puede observar la fuerte influencia que tuvo este modelo en el diseño de buses japoneses, incluyendo el excelente sistema de ventilación del bus del cual fue dueña Ferrocarriles de Japón. El servicio bus Bala estaba muy interesado. La innovación que el modelo ofrecía condujo a la creación del O 370 de Brasil, que utilizaría el nuevo concepto de Mercedes Benz, y Magirus Deutz y Fiat construirían sus nuevos buses bajo la misma orientación que Mercedes Benz ofrecía. Hoy es recordado como uno de los logros mayores de la industria automotriz.
Cabe mencionar que este modelo se fabricó hasta el año 1992, siendo reemplazado por los modelos O 403 y O 404. En Latinoamérica fue sustituido por el O 371, que a diferencia utilizó componentes mecánicos del O 302, siendo más bien el reemplazo de este último modelo.

## Variantes
El O-303 se fabricó en cuatro variantes: 
- KHP: Versión básica recortada con una o dos puertas de apertura pantográfica de una o dos hojas.
- KHP-L: Versión básica con la segunda puerta (trasera) más amplia.
- RHS: Versión Semi-Lujo, podían tener una o dos puertas (delantera y central).
- RHD: Versión Lujo, la más alta y equipada de la gama.